# St.-Anna-Kapelle (Jungingen)

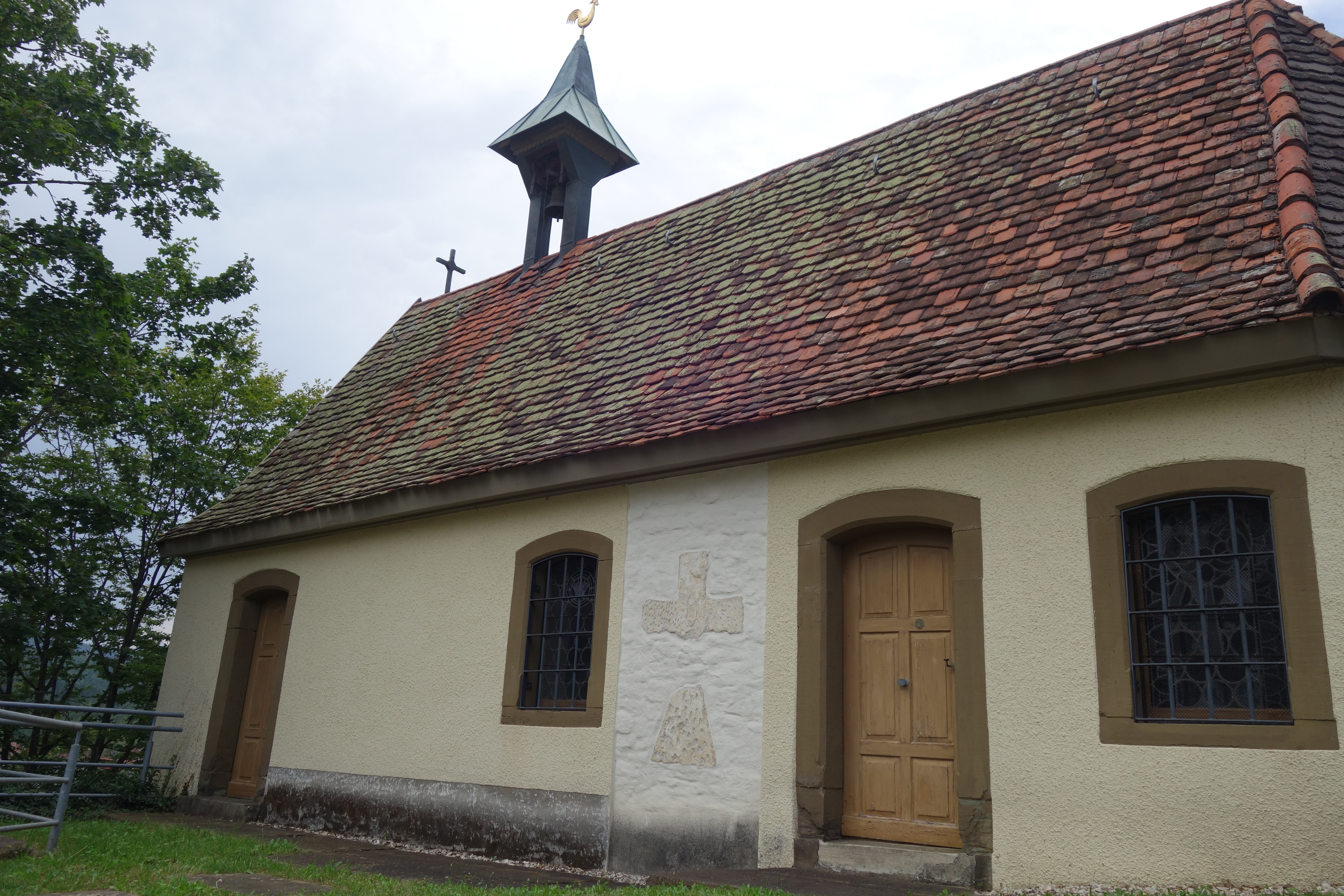
Anna-Kapelle in Jungingen

Die römisch-katholische Anna-Kapelle auf der Lehr ist ein geschütztes Kulturdenkmal in Jungingen im Zollernalbkreis in Baden-Württemberg. Die Kapelle steht in der Bruckstraße (Nr. 25).
Es handelt sich um einen verputzen Saalbau mit Tonnengewölbe und polygonalem Chorabschluss. Auf dem Dach befindet sich ein Dachreiter mit Hahn und einer Glocke sowie ein Kreuz auf dem Südwestgiebel. In die Südostfassade ist ein Steinkreuz integriert. Erbaut wurde die Kapelle vermutlich im 15. Jahrhundert. Im 17. und im 19. Jahrhundert wurde sie erweitert. Zum geschützten Kulturdenkmal gehören auch der ummauerte Vorplatz, die umstehenden Bäume und ein Bildstock, der als Denkmal für den Hausierhändler Josef Schuler, der im Jahr 1804 auswärts verstorben ist, errichtet wurde.
Im Jahr 2006 fand eine grundlegende Sanierung der Kapelle statt.